# Cipolla di Vatolla
La CipoIla di Vatolla è una varietà di cipolla, il cui nome deriva dal luogo di provenienza, Vatolla, un borgo del comune di Perdifumo (SA). Essa è un elemento del variegato patrimonio della biodiversità del Cilento e un ingrediente storico della dieta mediterranea che, proprio in questo territorio, il Cilento, è stata teorizzata dallo scienziato statunitense Ancel Keys.

## Luogo di produzione
Vatolla è posizionata in altura ed è affacciata sulla costa tra Agropoli e Castellabate. Questa particolare posizione geografica genera un microclima particolare che il filosofo napoletano Giambattista Vico, durante il suo soggiorno come precettore della nobile famiglia Rocca nel Palazzo De Vargas, definì "perfettissima aria", insieme alla qualità del terreno che si mostra particolarmente fertile per la presenza di aree boschive miste a campi ricchi di humus proveniente dal sottobosco di lecci e castagni e grazie alla bontà delle acque che sgorgano da fonti rocciose, riesce a produrre una qualità di pianta dalle particolari qualità organolettiche.

## Specie
Quella di Vatolla è una cipolla di ceppo asiatico attribuita alla famiglia delle Liliacee anche se schemi tassonomici più recenti la inseriscono tra le Amaryllidaceae pur se con caratteristiche diverse dalle altre della stessa famiglia.

## Storia
È incerta l'origine dell'impianto originario di Cipolla nell'area di Vatolla, anche se diversi storici concordano sulla possibilità che essa fu coltivata probabilmente per la prima volta dai Monaci basiliani provenienti dall'Oriente Impero bizantino e rifugiatisi nelle aree interne del Cilento e dell'Italia meridionale a seguito dell'Editto emanato dall'Imperatore bizantino Leone III Isaurico nel 726 che diede inizio alla lotta iconoclasta. 

## Caratteristiche fisiche
La Cipolla di Vatolla ha due forme caratteristiche, quella a trottola e quella affusolata. Il colore delle tuniche esterne varia tra il paglierino ed il rosa tenue mentre il colore interno è biancastro con lievi riflessi rosati. La pezzatura si presenta di considerevole mole, dai 400-500 gr fino a 1000 gr e oltre, essa dipende dalle annate.

## Caratteristiche organolettiche
Ha un gusto molto dolce, una scarsissima pungenza e un profumo delicato e poco penetrante. La particolare dolcezza di questa cipolla la rende diversa dalle altre simili per famiglia. Una caratteristica di particolare pregio è l'elevata digeribilità. Inoltre non fa lacrimare durante il taglio e la preparazione.

## Coltivazione
Le metodiche di lavorazione sono quelle tipiche dell'orticoltura intensiva. Viene venduta a mazzi intrecciati a mano. Vegeta nei terreni friabili con buona esposizione al sole. L'impianto avviene verso la fine dell'Autunno e la raccolta termina a luglio. Il prodotto se consumato fresco si conserva al massimo 3 mesi a causa della bassa pungenza che la rende deperibile. Oggi è prodotta da pochi piccoli agricoltori, senza particolari accorgimenti e secondo indicazioni tramandate dal passato. Si operano dei sesti di trapianto più ampi rispetto alle altre cipolle normalmente coltivate e si adoperano distanze elevate a causa dalla tendenza dei bulbi a raggiungere grosse dimensioni.

## Usi principali
Per le sue caratteristiche risulta particolarmente indicata per arricchire insalate di ortaggi e verdure fresche, per la classica frittata di Cipolla e formaggio Cacioricotta del Cilento, per l'antico piatto "Susciello di Cipolla", una zuppa tradizionale condita con olio extravergine d'oliva e formaggio pecorino. La Cipolla di Vatolla risulta facilmente digeribile e delicata di sapore e di profumo. È una varietà molto utilizzata, ancora oggi, nell'orticoltura familiare dell'area, prodotta, nella maggior parte dei casi per autoconsumo.

## Tutela e valorizzazione
La Cipolla di Vatolla è uno degli elementi della Biodiversità del Cilento e come tale rientra nel patrimonio UNESCO che tutela il territorio del Parco Nazionale del Cilento e la Dieta Mediterranea. La Regione Campania l'ha inserita nei prodotti tipici di tutela e il Gruppo di Azione Locale (GAL Cilento Regeneratio), l'Università di Napoli e l'Istituto di Alta Cultura "Fondazione Giambattista Vico" ne hanno fatto oggetto di studio in Misure attuative del PSL (Programma di Sviluppo Locale). Oggi si sta cercando di estenderne la produzione nel rispetto delle metodiche produttive al fine di renderla una leva al processo di sviluppo sostenibile del territorio. Tra le attività che vanno in questa direzione si segnala la "Festa della Cipolla di Vatolla" istituita dal 2014 ad opera di Vincenzo Pepe.